# Total factor productivity
In economia la Total Factor Productivity (TFP) o produttività totale dei fattori è definibile come la parte residua di output eccedente gli input di lavoro e capitale. La TFP misura, generalmente, il grado di efficienza economica e viene calcolata sottraendo il tasso di crescita del lavoro e del capitale rispetto all'output. 

## LaTotal Factor Productivitynell'analisi della produttività
A partire dal contributo di Robert Solow (1957), il calcolo della TFP venne messo in relazione alla funzione di produzione e alla teoria neoclassica della crescita. In particolare, Solow dimostrò come il tasso di crescita della TFP calcolato come la differenza fra l'indice di Divisia dell'output e l'indice di Divisia degli input risulta uguale al progresso tecnico Hicks-neutral, scorporato dai fattori di produzione e che lascia invariati i rapporti fra le produttività marginali dei singoli fattori.
Dopo diversi studi applicati alla fine degli anni 60 e nella prima metà degli anni 70, negli anni 80 iniziò negli Stati Uniti una misurazione sistematica a livello settoriale della TFP, sotto la denominazione di MFP (Multifactor productivity), da parte del National Bureau of Economic Research (NBER)
(cfr. ad es. Gullickson & Harper, 1987).
Negli anni 90 gli studi sulla TFP si sono moltiplicati. A questi si sono aggiunti gli studi con approccio econometrico  all'analisi della produttività, come ad esempio la Stochastic Frontier Analysis (SFA) (Battese & Coelli, 1992, 1995; Coelli et al., 2005), e quelli che applicano la programmazione lineare per la stima della funzione di produzione, come la Data Envelopment Analysis (DEA) (Cooper et al., 2000). 
I suddetti approcci sono comunque da considerare in larga parte complementari e non sostitutivi alle analisi non-parametriche della TFP.
Nel 2001 l'Organizzazione per la Cooperazione e lo Sviluppo Economico (OCSE) ha pubblicato un manuale sulle misure di produttività che indirizza gli uffici statistici nazionali e consiglia l'utilizzo della MFP basata sulla produzione lorda, chiamata anche KLEMS (la sigla sta per Kapital, Labour, Energy, Materials e Services) per la stima non parametrica dei tassi di variazione della produttività aggregata. 
Recentemente l'Unione europea ha finanziato un ambizioso progetto, l'EU KLEMS Project, finalizzato alla creazione di un database di serie storiche di misure di produttività settoriale basate sulla TFP.
Essendo ormai largamente condiviso e accettato l'uso di misure di produttività totale dei fattori, gli sforzi degli ultimi anni sembrano essere nel senso di:
1. elaborare metodi condivisi di misurazione dello stock di capitale, dei servizi da capitale e del loro costo;[3]
2. migliorare gli indici di quantità per tenere conto dei miglioramenti qualitativi dei beni attraverso la creazione di indici edonistici di prezzo (Triplett, 2004).

## Il calcolo della TFP
La Total Factor Productivity può essere calcolata in diversi modi, modi che tra loro differiscono per gli indici di quantità utilizzati nella misurazione delle variazioni dei fattori produttivi, delle quote del prodotto imputate a ciascun fattore, e per il livello assunto di "lordità" (grossness) dell'output.
Quanto ai diversi indici dei volumi, sono stati di volta in volta utilizzati tutti gli indici che di fatto approssimano al caso discreto l'indice di Divisia. In particolare, anche a seguito degli studi di Diewert (1976) sulle loro proprietà, gli indici più utilizzati sono:
- l'indice di Fisher;
- l'indice di Törnqvist.

### Il calcolo della crescita TFP basata sul valore aggiunto
Quella che segue è la metodologia attualmente adottata dall'OCSE per il calcolo della TFP basata sul valore aggiunto (value-added based MFP).

#### Tassi di variazione dell'output
L'output (Q) è misurato dal Prodotto interno lordo a prezzi costanti.
I tassi di variazione annuali sono dati dalle differenze dei logaritmi: {\displaystyle \ \ln \left({\frac {Q_{t}}{Q_{t-1}}}\right)}.

#### Tassi di variazione degli input di lavoro
Il lavoro (L) è misurato dal numero di lavoratori impiegati o, preferibilmente, dalle ore totali lavorate nel corso dell'anno nell'intera economia.
I tassi di variazione annuali sono dati dalle differenze dei logaritmi: {\displaystyle \ \ln \left({\frac {L_{t}}{L_{t-1}}}\right)}.

#### Tassi di variazione degli input di capitale
L'input di capitale (K) è misurato dall'ammontare dei servizi forniti dal capitale (S), che vengono assunti in proporzione costante dello stock di capitale produttivo.
I servizi da capitale (capital services) sono computati per le differenti tipologie di capitale, i diversi assets ({\displaystyle \ S_{i}} con i = 1,2,...,n), e aggregati costruendo un indice dei volumi di Törnqvist:
{\displaystyle \ \ln \left({\frac {S_{t}}{S_{t-1}}}\right)=\sum _{i}\left({\frac {v_{i,t}+v_{i,t-1}}{2}}\right)\ln \left({\frac {S_{i,t}}{S_{i,t-1}}}\right)}
con 
{\displaystyle \ v_{i,t}={\frac {u_{i,t}\ S_{i,t}}{\sum _{i}u_{i,t}\ S_{i,t}}}},
dove {\displaystyle \ v_{i,t}} è la quota di ciascun asset sul valore totale dei servizi da capitale, e il valore dei servizi da capitale di ciascun asset è dato dal volume dei servizi, {\displaystyle \ S_{i,t}}, moltiplicato per il prezzo di costo d'uso (user cost price) unitario, {\displaystyle \ u_{i,t}}.

#### Quote di lavoro e capitale
Per aggregare lavoro e capitale nella costruzione di un indice delle quantità si ponderano i tassi di variazione di lavoro e capitale per le corrispondenti quote sul costo totale degli input.
Il costo totale degli input è la somma della remunerazione del lavoro e dei servizi da capitale.
La remunerazione dell'input di lavoro è data dal monte salari, calcolato come il salario medio per lavoratore (o ora lavorata), {\displaystyle \ w_{t}}, moltiplicato per il numero di lavoratori, sia autonomi che salariati (o l'ammontare complessivo di ore lavorate), {\displaystyle \ L_{t}}.
La remunerazione dei servizi da capitale è data dalla somma dei volumi dei servizi dei singoli asset, {\displaystyle \ S_{i,t}}, per il relativo prezzo di costo d'uso, {\displaystyle \ u_{i,t}}.
In questo modo la remunerazione totale dei fattori è data da:
{\displaystyle \ C_{t}=w_{t}L_{t}+\sum _{i}u_{i,t}\ S_{i,t}}
e le corrispondenti quote sono date da:
{\displaystyle \ s_{L,t}={\frac {w_{t}L_{t}}{C_{t}}}}
{\displaystyle \ s_{S,t}={\frac {\sum _{i}u_{i,t}\ S_{i,t}}{C_{t}}}}

#### Tassi di variazione degli input
Il tasso di variazione degli input (X) è infine un indice dei volumi di Törnqvist costruito a partire dai tassi di variazione degli input di lavoro e servizi da capitale:
{\displaystyle \ \ln \left({\frac {X_{t}}{X_{t-1}}}\right)={\frac {s_{L,t}+s_{L,t-1}}{2}}\ln \left({\frac {L_{t}}{L_{t-1}}}\right)+{\frac {s_{S,t}+s_{S,t-1}}{2}}\ln \left({\frac {S_{t}}{S_{t-1}}}\right)}.

#### Tassi di variazione della TFP
Finalmente, il tasso di variazione della TFP (o MFP) basata sul valore aggiunto è calcolato come differenza degli indici di input e output come in precedenza calcolati:
{\displaystyle \ \ln \left({\frac {TFP_{t}}{TFP_{t-1}}}\right)=\ln \left({\frac {Q_{t}}{Q_{t-1}}}\right)-\ln \left({\frac {X_{t}}{X_{t-1}}}\right)}.

### Approccio duale al calcolo della TFP
Un metodo alternativo di calcolo della TFP è quello suggerito da Jorgenson e Griliches (1967), in cui la TFP viene calcolata utilizzando i tassi di crescita dei prezzi dei fattori invece che quelli delle quantità.
Tale metodo è a volte chiamato approccio duale, per via delle analogie con i metodi di stima delle quantità sulla base delle funzioni di costo, utilizzati nell'economia della produzione. 
L'approccio duale può essere derivato dall'eguaglianza contabile tra Prodotto Interno Lordo e redditi distribuiti. In particolare, assumendo l'esistenza di due soli fattori, lavoro (L) e capitale (K), si ha che:
(1) {\displaystyle \ Y=rK+wL}
dove r e w sono rispettivamente il saggio di remunerazione del capitale e del lavoro. Differenziando entrambi i lati dell'equazione si ottiene:
{\displaystyle \ {\frac {dY}{Y}}=s_{K}({\frac {dr}{r}}+{\frac {dK}{K}})+s_{L}({\frac {dw}{w}}+{\frac {dL}{L}})}
dove {\displaystyle \ s_{K}=rK/Y} e {\displaystyle \ s_{L}=wL/Y}. Ricordando che, guardando alle quantità, si ha che:
{\displaystyle \ {\frac {dY}{Y}}={\frac {d\ TFP}{TFP}}+s_{K}{\frac {dK}{K}}+s_{L}{\frac {dL}{L}}},
uguagliando i lati destri delle precedenti due equazioni otteniamo:
{\displaystyle \ {\frac {d\ TFP}{TFP}}=s_{K}{\frac {dr}{r}}+s_{L}{\frac {dw}{w}}}.
Un modo alternativo di scrivere la precedente equazione è:
{\displaystyle \ {\frac {d\ TFP}{TFP}}={\frac {dr\cdot K+dw\cdot L}{rK+wL}}}
È importante osservare come il metodo di calcolo del tasso di crescita della TFP come media ponderata dei tassi di crescita dei prezzi dei fattori è derivato dal precedente sfruttando semplicemente un'identità contabile. Dunque, a meno di errori di misurazione, il calcolo in base al metodo standard e quello alternativo dovrebbero coincidere.

### Revenue-basedecost-basedTFP
Se la quota del capitale (sK) viene calcolata in modo residuale una volta stimata la quota del lavoro (sK = 1 - sL), implicitamente si assume una funzione di produzione a rendimenti di scala costanti.
Laddove si stimi in modo indipendente la remunerazione del capitale (rK), senza utilizzare l'identità contabile (1), non è più necessariamente vero che la somma dei costi dei fattori (wL + rK) eguaglia il valore del prodotto netto (Y). In tal caso è possibile calcolare i pesi in due modi differenti. In particolare è possibile ottenere le quote dividendo ciascuna componente reddituale considerata per:
1. il totale del costo dei fattori, calcolando la cosiddetta cost-based TFP (TFP basata sul costo); così, nel caso a due fattori considerato: {\displaystyle \ s_{K}={\frac {rK}{rK+wL}};s_{L}={\frac {wL}{rK+wL}}}
2. il valore del prodotto netto, calcolando la revenue-based TFP (TFP basata sui ricavi): {\displaystyle \ s_{K}={\frac {rK}{Y}};s_{L}={\frac {wL}{Y}}}

Nel caso in cui vi siano rendimenti di scala crescenti la revenue-based TFP sarà minore della cost-based TFP, e questo perché la somma dei costi affrontati dall'impresa per remunerare i fattori produttivi, assumendo l'uguaglianza tra il saggio di remunerazione di ciascuno e la sua produttività marginale, non esaurirà il prodotto e quindi la somma dei pesi utilizzati sarà minore di uno.
Dato il carattere fortemente pro-ciclico del valore della prodotto, le serie storiche della revenue-based TFP seguono inoltre molto l'andamento del ciclo economico.
La cost-based TFP risulta invece meno influenzata dal ciclo ed è generalmente preferita.

### Dalla TFP settoriale alla TFP aggregata
Il metodo solitamente utilizzato per calcolare il tasso di crescita della TFP aggregata partendo dagli indici settoriali è quello sviluppato da Evsej Domar (1961) e Charles Hulten (1978).
In particolare, si assume la seguente funzione di trasformazione (transformation function) per il sistema economico:
{\displaystyle \ T(Y,X,M_{M},A)=0}
in cui il valore dei beni e servizi finali prodotti nel sistema (Y) risulta funzione degli input primari (lavoro, capitale, risorse naturali,...) (X), degli input intermedi importati (MM) e del parametro A, la tecnologia, che indica lo spostamento della funzione nel tempo. Il tasso di crescita della TFP aggregata sarà quindi dato da:
(1) {\displaystyle \ {\frac {d\log A}{dt}}={\frac {d\log Y}{dt}}-\left({\frac {P_{X}X}{P_{Y}Y}}{\frac {d\log X}{dt}}+{\frac {P_{M_{M}}M_{M}}{P_{Y}Y}}{\frac {d\log M_{M}}{dt}}\right)}.
A livello settoriale si assume quindi una funzione di produzione del tipo:
{\displaystyle \ Q_{i}=A_{i}f_{i}(X_{i},M_{i},M_{Mi})}
dove Qi è l'output lordo del settore i, Ai è il parametro che indica il progresso tecnico Hicks-neutral settoriale, Xi, Mi e MMi sono rispettivamente gli input primari, gli input intermedi domestici, gli input intermedi importati impiegati nel settore.
Il tasso di crescita della TFP di tipo-KLEMS settoriale sarà dunque pari a:
(2) {\displaystyle \ {\frac {d\log A_{i}}{dt}}={\frac {d\log Q_{i}}{dt}}-\left({\frac {P_{X_{i}}X_{i}}{P_{i}Q_{i}}}{\frac {d\log X_{i}}{dt}}+{\frac {P_{M_{i}}M_{i}}{P_{i}Q_{i}}}{\frac {d\log M_{i}}{dt}}+{\frac {P_{M_{Mi}}M_{Mi}}{P_{i}Q_{i}}}{\frac {d\log M_{Mi}}{dt}}\right)}
L'output lordo settoriale può essere scomposto in una parte destinata alla domanda finale ed in una destinata ad essere utilizzata come input intermedio nelle altre industrie. Si ha quindi:
{\displaystyle \ P_{i}Q_{i}=P_{i}Y_{i}+\sum _{j=1}^{n}P_{i}Q_{ij}}
dove Qij è l'output dell'industria i che entra nella produzione del settore j. Dalla relazione precedente segue che:
{\displaystyle \ {\frac {d\log Y_{i}}{dt}}={\frac {P_{i}Q_{i}}{P_{i}Y_{i}}}\left({\frac {d\log Q_{i}}{dt}}-\sum _{j=1}^{n}{\frac {P_{i}Q_{ij}}{P_{i}Q_{i}}}{\frac {d\log Q_{ij}}{dt}}\right)}.
Poiché i tassi di crescita dei valori aggregati di domanda finale, input primari e input intermedi importati sono esprimibili come media ponderata dei tassi di crescita dei corrispondenti valori settoriali, sfruttando anche la precedente eguaglianza la (1) può essere riscritta come segue:
(3) {\displaystyle \ {\frac {d\log A}{dt}}=\sum _{i=1}^{n}{\frac {P_{i}Q_{i}}{P_{Y}Y}}\left({\frac {d\log Q_{i}}{dt}}-\sum _{j=1}^{n}{\frac {P_{i}Q_{ij}}{P_{i}Q_{i}}}{\frac {d\log Q_{ij}}{dt}}\right)-{\frac {P_{X}X}{P_{Y}Y}}\sum _{i=1}^{n}{\frac {P_{X_{i}}X_{i}}{P_{X}X}}{\frac {d\log X_{i}}{dt}}-{\frac {P_{M_{M}}M_{M}}{P_{Y}Y}}\sum _{i=1}^{n}{\frac {P_{M_{Mi}}M_{Mi}}{P_{M_{M}}M_{M}}}{\frac {d\log M_{M_{i}}}{dt}}}.
È importante a questo punto osservare che {\displaystyle \ Q_{ij}=M_{ji}}, per cui si ha che:
{\displaystyle \ \sum _{i=1}^{n}\sum _{j=1}^{n}{\frac {P_{i}Q_{ij}}{P_{Y}Y}}{\frac {d\log Q_{ij}}{dt}}=\sum _{j=1}^{n}\sum _{i=1}^{n}{\frac {P_{i}M_{ji}}{P_{Y}Y}}{\frac {d\log M_{ji}}{dt}}}.
La (3) può essere quindi riscritta come:
{\displaystyle \ {\frac {d\log A}{dt}}=\sum _{i=1}^{n}{\frac {P_{i}Q_{i}}{P_{Y}Y}}\left({\frac {d\log Q_{i}}{dt}}-{\frac {P_{M_{i}}M_{i}}{P_{i}Q_{i}}}{\frac {d\log M_{i}}{dt}}-{\frac {P_{X_{i}}X_{i}}{P_{i}Q_{i}}}{\frac {d\log X_{i}}{dt}}-{\frac {P_{M_{Mi}}M_{Mi}}{P_{i}Q_{i}}}{\frac {d\log M_{Mi}}{dt}}\right)}.
Ricordando la (2) si ha quindi infine:
{\displaystyle \ {\frac {d\log A}{dt}}=\sum _{i=1}^{n}{\frac {P_{i}Q_{i}}{P_{Y}Y}}{\frac {d\log A_{i}}{dt}}}.
Questa è la cosiddetta formula di aggregazione di Domar, in base alla quale la TFP aggregata è il risultato di una particolare ponderazione delle TFP KLEMS settoriali. Va in particolare notato che la somma dei pesi utilizzati nella ponderazione delle TFP settoriali (pesi di Domar), dati dal rapporto tra produzione lorda settoriale e PIL, è maggiore dell'unità, per cui la TFP aggregata risulta maggiore delle TFP settoriali, e questo perché nell'aggregazione si tiene conto dei trasferimenti di produttività conseguenti alle interdipendenze settoriali dovute ai prodotti intermedi.

## Critiche alla TFP
Nonostante l'utilizzo della TFP sia ampiamente diffuso e accettato, le critiche al suo utilizzo sono state numerose ed in molti hanno evidenziato, nel corso del tempo, limiti ed errori concettuali insiti nell'indicatore.
Già Abramovitz (1956) notava come in realtà il residuo così calcolato era alla fine il risultato non solo del cambiamento tecnologico e del miglioramento nell'efficienza produttiva, ma anche di una serie di possibili errori, come quelli di misura, quelli derivanti da aggregazione e quelli di errata specificazione del modello. Il residuo di Solow risultava così, a conti fatti, essere solo la "misura della nostra ignoranza" ("the measure of our ignorance").
Lo stesso Solow (1987) notava con meraviglia come la TFP non registrasse in alcun modo la rivoluzione digitale, e Nordhaus (1997) osservava come il Solow productivity paradox non era limitato a questo fenomeno: la TFP non aveva registrato tassi di crescita significativi in corrispondenza di nessuna delle rivoluzioni tecnologiche che si erano succedute nel corso degli anni, compresa quella della scoperta e della diffusione dell'energia elettrica.
Negli anni 60, dato il collegamento esplicito posto da Solow (1957) con la funzione di produzione aggregata e con l'ipotesi di progresso tecnico neutrale à la Hicks, la TFP venne investita, in quella che è successivamente divenuta famosa come la Cambridge capital controversy, dalle critiche che colpirono queste ultime. In particolare, da un lato, si negava in nuce la possibilità di utilizzare misure aggregate del capitale e la tendenza all'uguaglianza tra tasso di rendimento del capitale e produttività marginale dello stesso, e tutto ciò minava alle basi la funzione di produzione aggregata neoclassica formulata in termini di lavoro e capitale; dall'altro, si criticava la concezione del progresso tecnico, propria del primo Hicks (1964) e dei neoclassici, che distingueva spostamenti lungo la funzione di produzione da spostamenti della funzione stessa.
Di diversa natura sono state le critiche di Read (1968), Rymes (1971, 1972, 1983), Cas & Rymes (1991) e Durand (1996). In particolare, nei suoi lavori pionieristici Thomas K. Rymes mise in evidenza come l'errore di trattare il capitale come un fattore produttivo scarso, al pari di lavoro e terra, assunzione implicita nella concezione di progresso tecnico Hicks-Meade-Solow, invece di un bene riproducibile nella riproduzione del quale si trasferiscono pertanto gli incrementi di produttività conseguiti dal sistema, finisca per condurre a risultati a volte paradossali. Tra questi, il fatto che la distinzione tra progresso tecnico incorporato e scorporato, l'unico catturato dalla TFP, riposi in ultima istanza sulla possibilità di "incorporarlo" nel capitale a costo zero. La conseguenza è che ridefinizioni "statiche" di cosa è e cosa non è capitale inevitabilmente modificano il tasso stimato della produttività.
Un ulteriore difetto è la stretta dipendenza della TFP dal livello assunto di "lordità" (grossness) dell'output, difetto messo in luce recentemente anche da Gullickson & Harper (1999) e Balk (2003). Così ad esempio, la TFP calcolata sulla base del valore aggiunto è necessariamente maggiore di quella calcolata sulla base del cosiddetto output settoriale, che è a sua volta maggiore o uguale di quella calcolata sulla base della produzione lorda. Inoltre, essendo la relazione tra la TFP basata sul valore aggiunto ({\displaystyle \ \pi _{VA}}) e quella basata sulla produzione lorda ({\displaystyle \ \pi _{KLEMS}}) la seguente:
{\displaystyle \pi _{VA}=(1+{\frac {M}{VA}})\ \pi _{KLEMS}}
dove VA è il valore aggiunto settoriale e M i consumi intermedi, la disintegrazione verticale e la riorganizzazione della produzione conseguenti alla diffusione dell'outsourcing, producendo un aumento del rapporto M/VA, necessariamente tendono a far aumentare la TFP calcolata sulla base del valore aggiunto anche se non si è prodotto alcun incremento nell'efficienza produttiva.